# Lista de prefeitos de Ribeirão Pires
Esta é a lista de prefeitos e vice-prefeitos de Ribeirão Pires, município do estado brasileiro de São Paulo. Emancipado pela Lei Estadual 2.456, de 30 de dezembro de 1953 e instalado em 01 de janeiro de 1954, o município foi distrito de paz de São Bernardo (1896 a 1938) e Santo André (1938 a 1953). Atualmente, compõe o mapa do Grande ABC (estando situada em sua microrregião, entre o norte e o leste, ao lado dos municípios de Mauá e Rio Grande da Serra). Juntamente com Embu das Artes é a segunda estância turística da Região Metropolitana de São Paulo.

## Sede do Poder Executivo
Em 19 de março de 1971, o prefeito Antônio Simões inaugurou o Paço Municipal.

## Prefeitos de Ribeirão Pires
1. Arthur Gonçalves de Souza Júnior
2. Francisco Arnoni
3. Mario Netto (interino)
4. Adaquir Prisco
5. Santinho Carnavale
6. Antônio Simões
7. Valdírio Prisco
8. Luiz Carlos Grecco
9. Valdírio Prisco
10. Luiz Carlos Grecco
11. Valdírio Prisco
12. Maria Inês Soares
13. Clovis Volpi
14. Saulo Mariz Benevides
15. Kiko Teixeira
16. Clovis Volpi
17. Guto Volpi